# 桂宮淑子內親王
桂宮  淑子内親王（1829年2月22日—1881年10月2日），是日本皇室女性，生母是按察使典侍甘露寺妍子。幼名叫做敏宮，異母弟是孝明天皇，而和宮親子內親王是其異母妹。
1840年3月1日，與閑院宮愛仁親王訂下婚約。1842年10月18日，在降嫁之前，被封為內親王，但兩天以後（10月20日）愛仁親王突然過世，降嫁之事就此打住。
1863年2月11日，淑子內親王繼承了沒有當主的桂宮家，成為第十二代桂宮，女性繼承宮家，可謂是非常稀有的例子。1866年6月5日，淑子內親王敘任准三后、一品之地位，並被稱作桂准后宮。
明治14年（1881年），五十三歲的內親王過世，在京都府京都市上京區的相國寺舉辦葬喪禮，並葬在同市東山區的泉涌寺內。淑子内親王逝世後，桂宮家因沒有後嗣而斷絕。久邇宮朝彦親王原本提出由其三子世志麿（爾後的久邇宮邦彦王）繼承桂宮，也獲得官員支持，但最後沒能得到批准。
| 前任： 節仁親王 | 桂宮家第12代當主 1863年2月11日－1881年10月3日 | 斷絕 原因：桂宮家絕嗣 |